# Helen Scott (wielrenster)
Helen Sarah Scott (Halesowen, 25 juli 1990) is een baanwielrenster en para-piloot van Sophie Thornhill uit het Verenigd Koninkrijk.
Op de Paralympics van Londen in 2012 behaalde Scott twee medailles. Een zilveren medaille op het onderdeel 1000 meter tijdrit, en een bronzen medaille op de achtervolging.
Vier jaar later behaalt ze een gouden medaille op de Paralympics van Rio de Janeiro in 2016 op het onderdeel 1000 meter tijdrit. Haar bronzen medaille op de achtervolging weet ze te prolongeren.
In maart 2019 werd Scott wereldkampioen sprint en 1000 meter tijdrit op de Wereldkampioenschappen baanwielrennen para-cycling 2019. Op de Wereldkampioenschappen baanwielrennen para-cycling 2020 weet ze beide medailles te prolongeren.
In 2014 nam Scott voor Engeland deel aan de Gemenebestspelen. Op de para-onderdelen Sprint en 1000 meter tijdrit bij het baanwielrennen won ze twee keer een gouden medaille.